# نيكل (عملة أمريكية)
النيكل هو عملة معدنية بقيمة خمسة سنتات سُكت بواسطة دار سك العملة الأمريكية. مكون من النحاس والنيكل (75٪) النحاس و 25٪ النيكل، صدرت القطعة منذ عام 1866. قطرها 0.835 بوصة (21.21 ملم) وسمكها 0.077 بوصة (1.95 ملم).
صدرت نصف عشرة سنتات فضية، تعادل خمسة سنتات، في الفترة من عام 1792 إلى عام 1873 قبل إصدار عملة النحاس والنيكل الحالية. تسببت الحرب الأهلية الأمريكية في صعوبات اقتصادية، مما أدى إلى خروج الذهب والفضة من التداول؛ استجابة لذلك، أصدرت الحكومة في البداية العملة الورقية بدلاً من العملات المعدنية ذات القيمة المنخفضة. في عام 1865، ألغى الكونغرس ورقة العملة الجزئية بقيمة خمسة سنتات بعد أن وضع سبنسر م. كلارك، رئيس مكتب العملة (الذي أصبح اليوم مكتب النقش والطباعة)، صورته على الفئة. بعد النجاح في طرح قطع نقدية بقيمة سنتين وثلاثة سنتات بدون معادن ثمينة، أذن الكونغرس أيضًا بقطعة نقدية بقيمة خمسة سنتات تتكون من معادن أساسية؛ بدأت دار سك العملة في سك هذه النسخة في عام 1866. سُك التصميم الأولي لعملة درع النيكل في الفترة من عام 1866 حتى عام 1883، ثم استُبدلت بعملة النيكل رأس الحرية. قُدمت عملة النيكل الجاموسية في عام 1913 كجزء من حملة لزيادة جمال العملات الأمريكية.
يُسك النيكل في شكله الحديث باعتباره تعديلاً لعملة النيكل جيفرسون، التي قُدمت لأول مرة في عام 1938. في عامي 2004 و2005، صدرت تصميمات خاصة من عملة النيكل جيفرسون تكريماً للذكرى المئوية الثانية لبعثة لويس وكلارك. في عام 2006، عادت دار سك العملة إلى استخدام الوجه الخلفي الأصلي (أو "الذيل") لعملة النيكل التي صممها فيليكس شلاج ‏ جيفرسون، على الرغم من استبداله بوجه جديد من تصميم جيمي فرانكي.
خلال السنة المالية 2020، بلغت تكلفة إنتاج النيكل الواحد أكثر من 7 سنتات؛ وتستكشف دار سك العملة إمكانية خفض التكلفة باستخدام معادن أقل تكلفة. في عام 2018، أُنتج أكثر من 1.26 مليار قطعة من العملة المعدنية من فئة النيكل في دور سك العملة في فيلادلفيا ودينفر.

### نصف عشرة سنتات فضية
كان نصف عشرة سنتات الفضي (كما كان يُطلق عليه في البداية نصف الدايم، ويُنطق بهذا الاسم) أحد الفئات التي نص عليها قانون دار سك العملة لعام 1792؛ حُدد وزنه ودقته بموجب القانون. كانت القطع الأولى التي خضعت للسلطة الفيدرالية هي نصف العشرة سنتات، التي ضُربت في عام 1792 في قبو جون هاربر، صانع المناشير؛ وبما أن أول دار سك عملات فيدرالية كانت لا تزال قيد الإنشاء في فيلادلفيا، حدث ذلك محليًا في شارعي السادس وتشيري. نُقشت القوالب بواسطة آدم إيكفيلدت، الذي تذكر بعد نصف قرن أن الفضة المستخدمة في صنع نصف العشرات من العملات المعدنية وفرت من قِبل الرئيس جورج واشنطن، وأن العملات المعدنية الـ 1,500 التي سُكت من السبائك أُعطيت لوزير خارجية واشنطن، توماس جيفرسون، لتوزيعها على الأشخاص المهمين، سواء في الولايات المتحدة أو في الخارج. وبحسب الأسطورة، قام الرئيس واشنطن بتوريد أدوات فضية من موطنه، ماونت فيرنون، لتوفير السبائك للعملات المعدنية. في رسالته السنوية إلى الكونغرس في أواخر عام 1792، أشار واشنطن إلى استمرار بناء مبنى دار سك العملة، وصرح: "كانت هناك أيضًا بداية صغيرة في سك العملات المعدنية من فئة نصف عشرة سنتات، وكان نقص العملات المعدنية الصغيرة في التداول هو ما لفت الانتباه إليها أولاً".

في عام 1793، بدأت دار سك العملة في فيلادلفيا التي أُنشأت حديثًا في ضرب السنتات ونصف السنتات. تأخر سك العملة المعدنية الثمينة؛ إذ طلب الكونغرس من الخبير وكبير صاغة العملة أن يقدم كل منهما سند ضمان بقيمة 10٬000 دولار أمريكي، وهو مبلغ ضخم في عام 1793. خفض الكونغرس في عام 1794 سند رئيس سك العملة إلى 5٬000 دولار أمريكي، وسند كبير المحللين إلى 1,000 دولار أمريكي؛ وبالتالي أصبح المعينون من قِبل الرئيس واشنطن في هذه المناصب قادرين على التأهل وتولي المنصب. وبعد ذلك، بدأ سك العملات الفضية في ذلك العام.

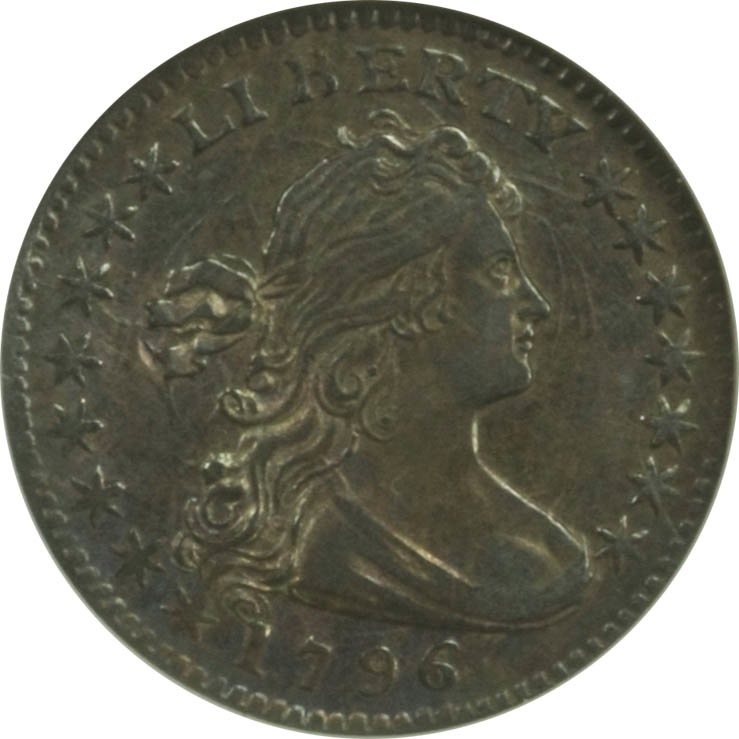
نصف عشرة سنتات من عام 1796

سُك نصف العشرة سنتات في الأصل من عام 1794 حتى عام 1805، على الرغم من عدم وجود أي تأريخ يعود إلى عام 1798، 1799، أو 1804. بحلول عام 1804، صُدرت العملات الفضية الأمريكية على نطاق واسع، حيث كان من الممكن استبدالها بالقيمة الاسمية في جزر الهند الغربية بعملات إسبانية أثقل، التي استوردت بعد ذلك على شكل سبائك وإيداعها في دار سك العملة من أجل صهرها وإعادة سكها. وردًا على ذلك، توقفت الولايات المتحدة في عام 1804 عن ضرب الدولار الفضي؛ وإيقاف إصدار نصف العشرة سنتات من عام 1805 حتى عام 1829. في عام 1807، أوضح مدير دار سك العملة روبرت باترسون في رسالة إلى جيفرسون (الذي أصبح رئيسًا آنذاك) "إن كل سبائك الفضة لدينا تقريبًا (الدولارات الإسبانية بشكل أساسي) تأتي من خلال البنوك، ونادرًا ما توافق البنوك على قبول أي عملة معدنية أقل من نصف دولار".
ابتداءً من عام 1829، سُكت قطعة الخمسة سنتات الفضية مرة أخرى؛ وبدءًا من عام 1837، زاد نقائها من 0.8924 إلى 0.900. في عام 1837 أيضًا، تغير تصميم الوجه الأمامي للعملة المعدنية نصف العشرة سنتات من تصميم ويليام نياس ‏، الذي يصور تمثالًا نصفيًا لليبرتي، إلى تصميم يصور ليبرتي جالسة بواسطة كريستيان جوبريشت ‏؛ وحتى إلغائه في عام 1873، كان نصف العشرة سنتات يحمل تعديلات على هذا التصميم. في عام 1851، توقفت عن كونها أصغر عملة فضية أمريكية حيث أصدرت دار سك العملة قطعة بقيمة ثلاثة سنتات.

### منشأ النيكل

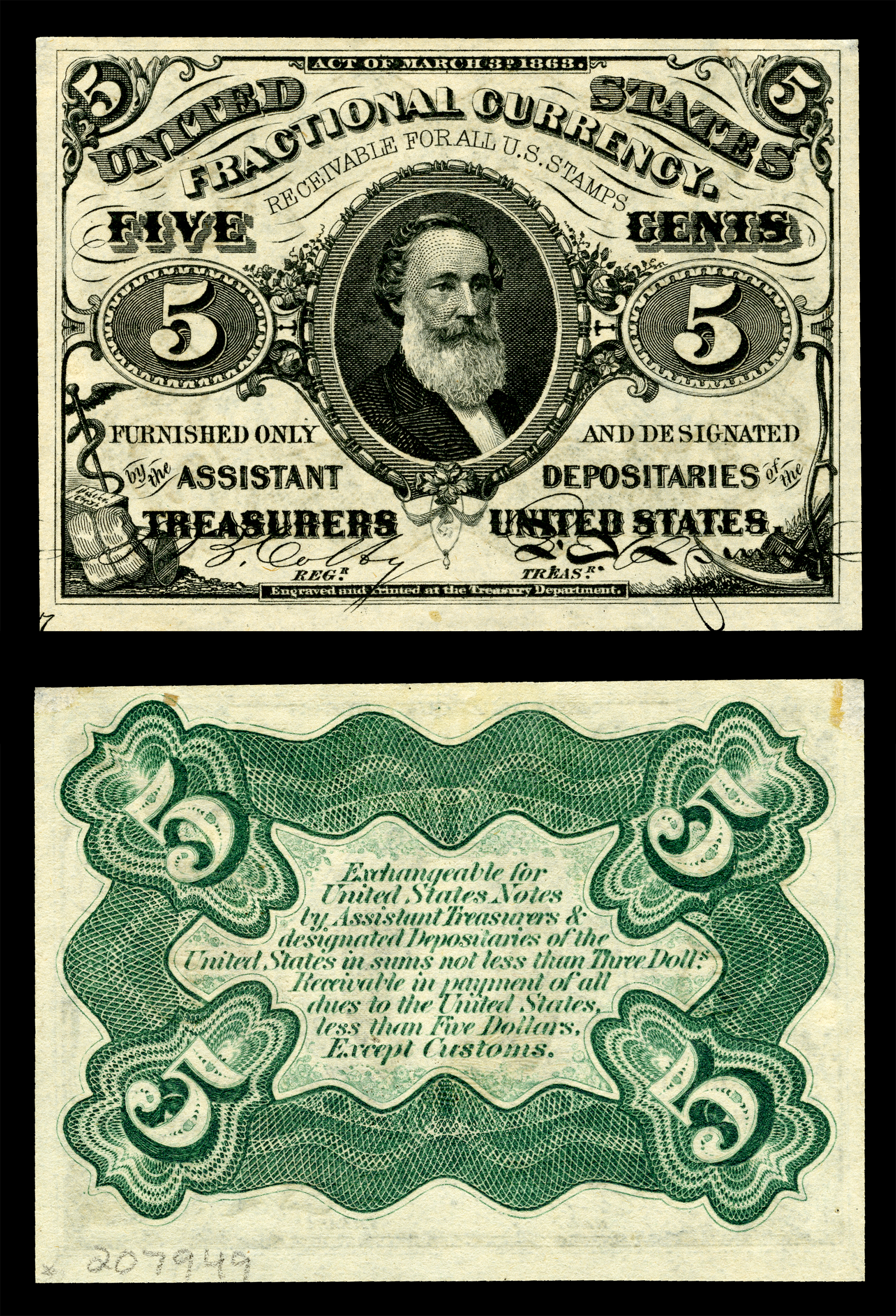
وضع سبنسر م. كلارك، المشرف على مكتب العملة، بوضع صورته على ورقة العملة الأمريكية الجزئية بقيمة خمسة سنتات، مما أدى مباشرة إلى التشريع الذي يحظر تصوير أي شخص حي على العملة الأمريكية.

تسببت الحرب الأهلية في اختفاء معظم العملات المعدنية الأمريكية من التداول، وملأت الفجوة بوسائل مثل رموز التجار، الطوابع البريدية المغلفة، والعملة الكسرية للولايات المتحدة، والتي صدرت في فئات منخفضة تصل إلى ثلاثة سنتات. على الرغم من تخزين أو تصدير العملات المعدنية (العملات الذهبية أو الفضية)، إلا أن سنت النحاس والنيكل، الذي كان آنذاك العملة المعدنية الأساسية الوحيدة التي كانت تُضرب، اختفى أيضًا. في عام 1864، بدأ الكونغرس عملية استعادة العملات المعدنية للتداول من خلال إلغاء ورقة الثلاثة سنتات والسماح بضرب العملات البرونزية من فئة السنتات والقطع من فئة السنتات، ذات القيم الجوهرية المنخفضة. أثبتت هذه العملات الجديدة شعبيتها في البداية، على الرغم من أن القطعة النقدية بقيمة سنتين سرعان ما اختفت من التداول. في 3 مارس 1865، أقر الكونغرس تشريعًا يسمح للدار بسك قطع نقدية بقيمة ثلاثة سنتات بنسبة 75% النحاس و 25٪ النيكل.
وافق الكونغرس في عام 1864، على إصدار سلسلة ثالثة من الأوراق النقدية الجزئية. كان من المفترض أن تحمل الورقة النقدية من فئة الخمسة سنتات صورة "كلارك"، لكن شعر الكونغرس بالفزع عندما خرج الإصدار ليس بصورة ويليام كلارك، المستكشف، بل بصورة سبنسر م. كلارك، رئيس مكتب العملة. وفقًا للمؤرخ والتر برين، فإن "رد الفعل الغاضب الفوري من جانب الكونغرس كان إقرار قانون لإلغاء فئة الخمسة سنتات، وقانون آخر لمنع تصوير أي شخص حي على العملات أو العملات الفيدرالية". احتفظ كلارك بوظيفته فقط بفضل التدخل الشخصي لوزير الخزانة سالمون ب. تشيس.
يعارض مدير دار سك العملة جيمس بولوك سك العملات المعدنية المحتوية على النيكل، ولكن في ضوء النجاح الأولي الذي حققته قطعة الثلاثة سنتات المصنوعة من النحاس والنيكل، أصبح من دعاة سك العملات المعدنية بقيمة خمسة سنتات من نفس المعادن. في تقريره لعام 1865، كتب بولوك، "من سبيكة النيكل هذه، يمكن بسهولة صنع عملة معدنية بقيمة خمسة سنتات، والتي ستكون بديلاً شائعًا لورقة الخمسة سنتات.... [يجب أن تُسك العملة المعدنية بقيمة خمسة سنتات من المعدن الأساسي] فقط حتى استئناف مدفوعات العملات المعدنية ‏... في زمن السلم... لا ينبغي السماح للعملات المعدنية ذات السبائك الرديئة بأن تحل محل الفضة بشكل دائم في سك القطع التي تزيد قيمتها عن ثلاثة سنتات."
كان للصناعي جوزيف وارتون احتكار شبه كامل لتعدين النيكل في الولايات المتحدة، وسعى إلى الترويج لاستخدامه في سك العملات. وكان له أيضًا نفوذ كبير في الكونغرس. كان أصدقاؤه هناك، على الرغم من فشلهم في الحصول على استخدام المعدن لعملة السنتين، أكثر نجاحًا مع عملة الثلاثة سنتات المعدنية الأساسية. أعد بولوك مشروع قانون يجيز عملة خمسة سنتات من نفس سبيكة عملة الثلاثة سنتات، بوزن إجمالي لا يتجاوز 60 حبة (3.9 غرام). في مرحلة اللجنة في مجلس النواب، عُدل الوزن إلى 77.19 حبة (5.00 غم)، ظاهريًا لجعل الوزن مساويًا لخمسة غرامات في النظام المتري ولكن من المرجح أن يتمكن وارتون من بيع المزيد من النيكل. جعل هذا العملة الجديدة ثقيلة، من حيث الوزن لكل 0.01 دولار من القيمة الاسمية، مقارنة بعملة النحاس والنيكل الثلاثة سنتات. أُقرّ مشروع القانون دون مناقشة في 16 مايو 1866. أصبحت العملة الجديدة المصنوعة من النحاس والنيكل عملة قانونية تصل قيمتها إلى دولار واحد، وستدفعها وزارة الخزانة مقابل عملات الولايات المتحدة، باستثناء نصف سنت، سنت، وسنتين. كانت قابلة للاسترداد على دفعات بقيمة 100 دولار مقابل الأوراق النقدية. سُحبت العملات الكسرية من فئات أقل من عشرة سنتات.

### درع النيكل (1866-1883)

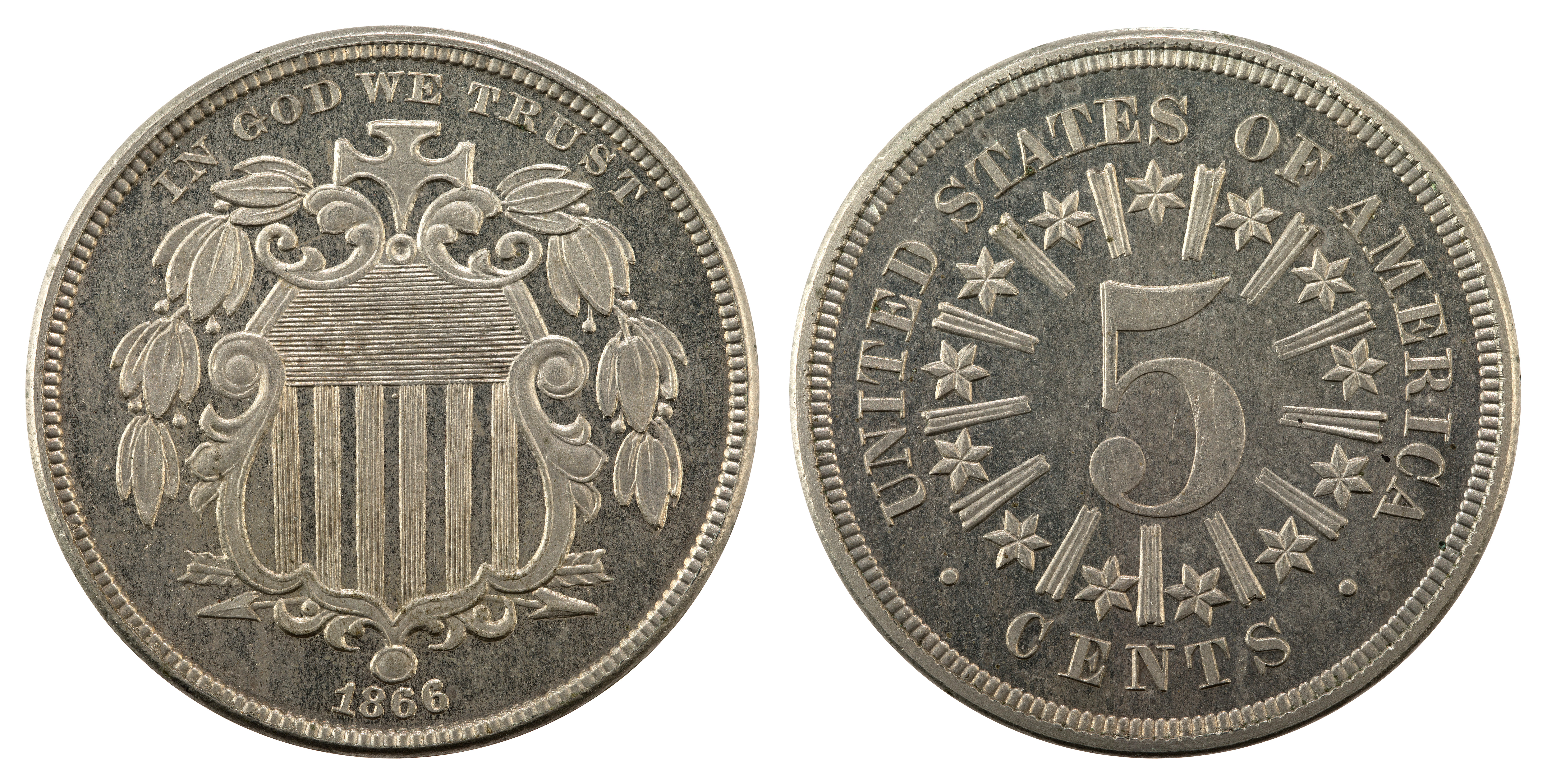
عملة النيكل الدرعية كما ضربت بالأشعة

توقعًا للموافقة على العملة الجديدة بقيمة خمسة سنتات، بدأ كبير النقاشين في دار سك العملة، جيمس ب. لونجاكر، في إعداد التصميمات والعملات النمطية في عام 1865. بعد رفض القطع التي تظهر الرؤساء المتوفين جورج واشنطن (انظر عملة واشنطن النيكل) وأبراهام لينكولن، قرر وزير الخزانة هيو ماكولوتش تصميمًا مشابهًا لقطعة لونجاكر التي تبلغ قيمتها سنتين، مع درع على الوجه، رقم 5 محاط بالنجوم، والأشعة على الوجه الآخر. أصبح هذا يُعرف باسم عملة النيكل الدرعية.
ثبت أن إنتاج العملات المعدنية الجديدة كان صعبًا؛ فبسبب صلابة القالب، لم تكن العملات المعدنية ذات جودة عالية وكانت حياة القوالب الضاربة قصيرة. تعرض التصميم لانتقادات واسعة النطاق؛ ووصف وارتون الوجه بأنه يوحي "بحجر قبر يعلوه صليب وتتدلى منه أشجار الصفصاف الباكية". ووصفت المجلة الأمريكية لعلم العملات عملة النيكل "الدرع" بأنها "أبشع العملات المعدنية المعروفة". أُزيلت الأشعة من التصميم العكسي في عام 1867، على أمل القضاء على بعض مشاكل الإنتاج. أدى تغيير التصميم إلى حدوث ارتباك بين السكان- حيث افترض العديد من الأشخاص أن أحد التصميمين أو الآخر كان مزيفًا- وفكرت دار السك لفترة وجيزة في التخلي عن تصميم الدرع بالكامل. بعد الإنتاج الضخم في سنواتها الأولى، بحلول أواخر عام 1869، سك ما يكفي من العملات المعدنية من فئة النيكل لتلبية احتياجات التجارة؛ وسك عدد أقل منها في السنوات التالية.
تميل العملات الجديدة إلى التراكم في أيدي التجار بما يتجاوز الحد القانوني للعطاء، لكن رفضت البنوك قبولها بما يتجاوز الحد الأقصى البالغ دولار واحد. أُجبر أصحاب المتاجر على خصم العملات المعدنية للوسطاء. وجد مديرو مكاتب البريد، الذين ألزمهم القانون بقبول العملات المعدنية، أن الخزانة لن تقبلها كودائع إلا في دفعات بقيمة 100 دولار، وفقًا للقانون الذي يجيز ذلك. في عام 1871، خفف الكونغرس من حدة المشكلة من خلال إقرار تشريع يسمح لوزارة الخزانة باسترداد كميات غير محدودة من العملات المعدنية من فئة النيكل وغيرها من العملات ذات الفئات المنخفضة عند تقديمها في دفعات لا تقل قيمتها عن 20 دولارًا. لم يكن الأمر كذلك حتى عام 1933، بعد فترة طويلة من رحيل تصميم الدرع عن المشهد، حيث أصبح النيكل عملة قانونية بلا حدود.
استمر سك نصف العشرة سنتات في كل من دار سك العملة في فيلادلفيا وسان فرانسيسكو، حتى انتهت السلسلة بموجب قانون سك العملة لعام 1873. على الرغم من إلغاء العملة، استمرت القطع الفضية في التداول في الغرب، حيث كانت العملات الفضية أو الذهبية مفضلة، طوال ما تبقى من القرن التاسع عشر. أدت الظروف الاقتصادية المحسنة، إلى جانب انخفاض أسعار الفضة، إلى جلب كميات كبيرة من العملات الفضية المخزنة، بما في ذلك نصف العشرات، إلى التداول بدءًا من أبريل 1876. توقف في أواخر عام 1876 إنتاج عملة النيكل الدرع. لم تُسك أي عملات معدنية من فئة النيكل في عامي 1877 أو 1878، باستثناء عينات الإثبات لهواة الجمع. وبما أن الخزانة كانت تمتلك مخزونًا كبيرًا من العملات المعدنية من فئة النيكل في المخازن، فسُك أعداد صغيرة منها فقط على مدى السنوات القليلة التالية؛ ولم يستأنف الإنتاج على نطاق واسع حتى ديسمبر 1881.

### عملة رأس الحرية أو "V" نيكل (1883-1913)
مع تباطؤ إنتاج النيكل في أواخر سبعينيات القرن التاسع عشر، ومع وجود الحد الأدنى من الضربات لقطعة الثلاثة سنتات المصنوعة من النحاس والنيكل، سعى وارتون إلى زيادة استخدام النيكل في دار سك العملة. كان السنت البرونزي يمثل جزءًا كبيرًا من إنتاج دار السك، بدأ وارتون في الضغط من أجل سك القطعة من النحاس والنيكل، كما كان الحال من عام 1857 حتى عام 1864. في عام 1881، أدت هذه الضغوط إلى دفع أرشيبالد لودون سنودن، المشرف على دار سك العملة في فيلادلفيا، إلى إصدار أمر إلى تشارلز باربر، نقاش دار سك العملة، بإنتاج تصميمات موحدة لعملة جديدة من فئة سنتK ثلاثة سنتات، وخمسة سنتات. اشترط سنودن أن تصور العملات المعدنية الجديدة رأس الحرية مع نقش الحرية والتاريخ، مع أن يكون الوجه الخلفي للعملة المعدنية من فئة النيكل يحتوي على إكليل من القمح، القطن، والذرة حول الرقم الروماني "V" للإشارة إلى "5"، للإشارة إلى الفئة. وبموجب الاقتراح، سيحتفظ النيكل بوزنه الذي يبلغ 5 غرام (0.18 أونصة)، ولكن قطرها سيزداد إلى 22 مليمتر (0.87 بوصة).
انتج باربر التصاميم المطلوبة. قرر سنودن في النهاية عدم إصدار عملة جديدة من فئة سنت أو ثلاثة سنتات، لكن باربر واصل العمل على العملة المعدنية من فئة الخمسة سنتات، مع تعديل الحجم إلى 21.21 مليمتر (0.835 بوصة). وعندما أرسلت العينات إلى واشنطن للحصول على موافقة روتينية من وزير الخزانة تشارلز جيه فولجر، رفضها، وهو ما أثار دهشة سنودن. أدرك السكرتير، بعد مراجعة قوانين سك العملة، أن القوانين تتطلب ظهور عبارة "الولايات المتحدة الأمريكية" على الوجه الخلفي، وليس الوجه الأمامي حيث وضعها باربر. عدل باربر تصميمه وفقًا لذلك، وكانت العملة جاهزة للضرب في أوائل عام 1883. ومع ذلك، بحلول ذلك الوقت، كانت عملات النيكل الدرعية المؤرخة في عام 1883 سُكت بالفعل. ولضمان عدم تخزين قطع الدرع بسبب ندرتها، سمح مسؤولو دار سك العملة باستمرار إنتاجها لعدة أشهر.
سرعان ما أدرك المجرمون أن العملة المعدنية الجديدة من فئة الخمسة سنتات، والتي كانت خالية من كلمة "سنتات"، كانت قريبة في الحجم من العملة الذهبية من فئة الخمسة دولارات، وإذا قاموا بطلاء العملة المعدنية من فئة الخمسة دولارات بالذهب، تُمرر مقابل خمسة دولارات. حتى أن بعض العملات المعدنية مُنحت حافة مقصوصة من قِبل المحتالين، مما يجعلها تبدو أكثر مثل العملات الذهبية. أوقفت دار سك العملة إنتاج العملات المعدنية الجديدة؛ واستمر إنتاج عملات النيكل الدرعية. طلب من باربر تعديل عمله، وهو ما فعله، حيث نقل عناصر التصميم الأخرى لتلائم كلمة "CENTS" في أسفل الوجه الخلفي. صدرتر العملة المعدنية النيكل المعدلة في 26 يونيو 1883، وهو التاريخ الذي توقف فيه إنتاج عملة النيكل الدرع نهائيًا. سارع الجمهور إلى تخزين العملات المعدنية من فئة النيكل "الخالية من السنتات"، معتقدين أن وزارة الخزانة تنوي استرجاعها، وأنها ستصبح نادرة.
سُكت عملة النيكل ذات الرأس الحرية بكثافة خلال فترة عملها التي استمرت 30 عامًا، باستثناء فترة الركود الاقتصادي في عامي 1885 و1886 وفي عام 1894، عندما سكت أعداد صغيرة فقط. في عام 1890، أوقف الكونغرس إنتاج العملة المعدنية بقيمة ثلاثة سنتات، تاركًا العملة المعدنية بقيمة خمسة سنتات باعتبارها العملة الوحيدة المصنوعة من النحاس والنيكل. وفي ذلك العام، سمح الكونغرس أيضًا لوزير الخزانة بالموافقة على إعادة تصميم العملات المعدنية الأمريكية، إذا سُك التصميم السابق لمدة 25 عامًا على الأقل. على الرغم من أن الدولار النيكل والدولار الفضي أعيد تصميمهما خلال ربع القرن السابق، إلا أن أحد الأحكام في القانون الأخير جعلهما مؤهلين لإعادة التصميم الفوري. في عام 1896، سُكت العملات المعدنية ذات النمط النيكل لأول مرة منذ عام 1885، عند اختبار العملات المعدنية التجريبية المثقوبة؛ ومع ذلك، لم يُعاد تصميمها.

### توسع النيكل في التجارة

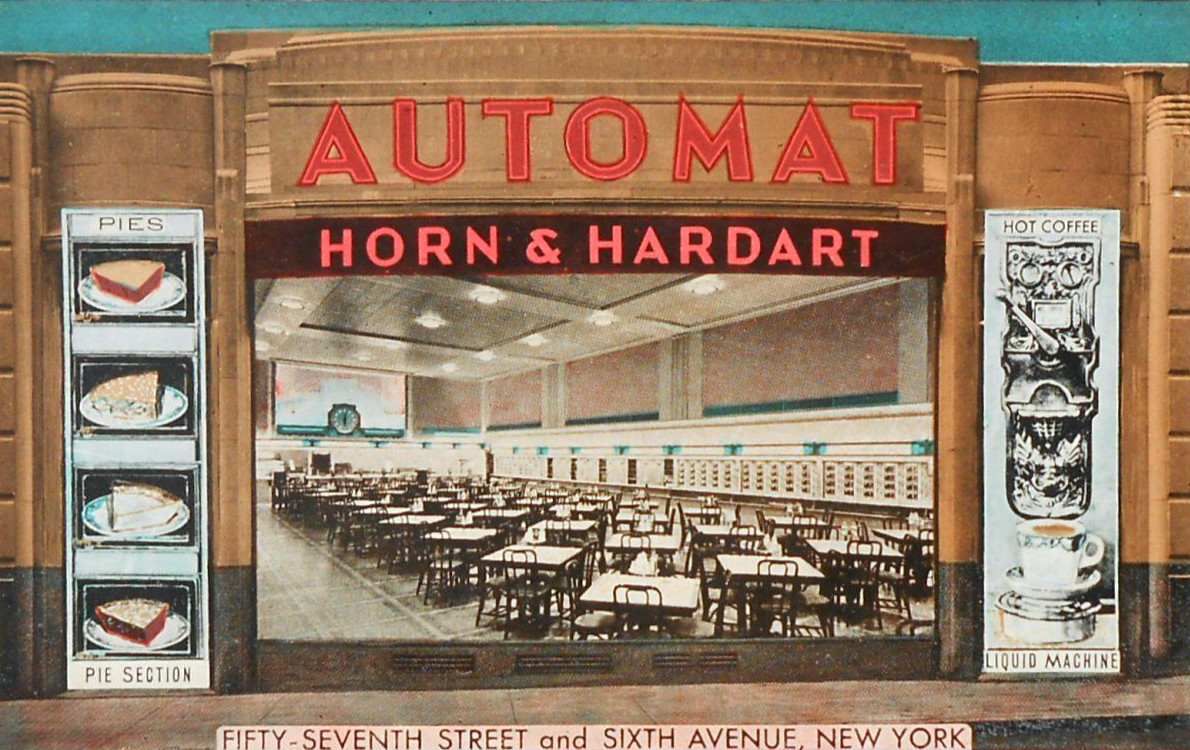
بطاقة بريدية لمطاعم هورن آند هاردارت، ثلاثينيات القرن العشرين

أصبحت الآلات التي تعمل بالعملات المعدنية لبيع الطعام، الترفيه، والمقامرة شائعة في تسعينيات القرن التاسع عشر. يمكن وضع مثل هذه الآلات على مساحات أرضية غير مستخدمة في الشركات، تتطلب القليل من الصيانة، وتجلب المال لأصحابها. بدءًا من عام 1898 تقريبًا، أصبحت البيانو الميكانيكية التي تعمل بالعملات المعدنية شائعة أيضًا. كانت شركة Mills Novelty Company رائدة في إنتاج مثل هذه الأجهزة؛ وبحلول عام 1906 كانت تنتج آلات تتراوح من الكمان الذي يُعزف عليه ميكانيكيًا إلى أجهزة قراءة الطالع. في حين أن بعض الآلات كانت تقبل السنتات أو الفئات الأخرى، إلا أن النيكل كان العملة المفضلة لهذه الآلات.
من بين الابتكارات في مجال الأعمال الناجمة عن استخدام النيكل في الآلات التي تعمل بالعملات المعدنية كانت الآلات الأوتوماتيكية، حيث كان العملاء يخدمون أنفسهم عن طريق إدخال عملة معدنية (في البداية كانت من فئة النيكل، على الرغم من أنه بحلول الخمسينيات من القرن العشرين كان هناك حاجة إلى فئة أعلى) في آلية، تدوير مقبض، وإزالة شطيرة أو حلوى. تأسست هذه المطاعم في البداية في ألمانيا، ولكنها اكتسبت شهرة في الولايات المتحدة من خلال شركات أخرى، من بينها شركة Horn & Hardart. كان أحد أنواع الأعمال التي أخذت اسمها من العملة المعدنية هو سينما نيكلوديون، حيث كان شراء خمسة سنتات للدخول لمشاهدة سلسلة من الأفلام القصيرة المكونة من بكرة واحدة، والتي يبلغ طولها عمومًا حوالي 12 دقيقة، بشكل متواصل من وقت مبكر بعد الظهر حتى وقت متأخر من الليل، وكان العميل حرًا في البقاء طالما أراد. على الرغم من أن فئة أخرى أطلقت على ممر البنس اسمها، إلا أن النيكل كان يُستخدم بشكل شائع هناك أيضًا.
كان عدد قليل من العملات المعدنية من فئة النيكل متداولًا في الولايات الغربية قبل ثمانينيات القرن التاسع عشر (كان الناس هناك يفضلون العملات الفضية والذهبية)؛ أدى الاهتمام بتصميم رأس الحرية الجديد إلى زيادة استخدام العملات المعدنية من فئة النيكل هناك. أدت الظروف الاقتصادية الجيدة والطلب المرتفع على العملات المعدنية من فئة النيكل لاستخدامها في الأجهزة التي تعمل بالعملات المعدنية إلى تداول القطعة في جميع أنحاء البلاد بحلول عام 1900. في ذلك العام، دعا مدير دار سك العملة جورج إي روبرتس ‏ الكونغرس إلى مضاعفة مخصصات دار سك العملة لشراء المعادن الأساسية اللازمة لسكها إلى عملات من فئة النيكل والسنت. في ذلك الوقت، كانت القيود القانونية تسمح بإنتاج العملات المعدنية من فئة سنتات ونيكل فقط في فيلادلفيا؛ وفي عام 1906، وافق على طلب روبرتس من الكونغرس السماح بضرب العملات المعدنية من فئة خمسة سنتات في دور سك العملة الأخرى. بدأت دار سك العملة في دنفر وسان فرانسيسكو في سك العملات المعدنية من فئة النيكل في عام 1912.

### عملة نيكل نادرة من فئة رأس الحرية عام 1913

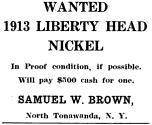
إعلان نشره براون في مجلة The Numismatist ، ديسمبر 1919

استبدلت عملة النيكل رأس الحرية بعد عام 1912، وفي البداية لم يكن هناك أي مؤشر على وجود قطع مؤرخة عام 1913 بهذا التصميم. في ديسمبر 1919، وضع تاجر العملات المعدنية، صموئيل دبليو براون، إعلانات في منشورات العملات المعدنية، يعرض فيها شراء عملات معدنية من فئة خمسة سنتات تحمل صورة رأس الحرية تعود إلى عام 1913. في أغسطس التالي، ظهر براون في المؤتمر السنوي للجمعية الأمريكية لعلم العملات ‏ (ANA) حاملاً مثل هذه القطعة. ادعى براون أنه أُعد قالب رئيسي لعام 1913 وأن هذه القطع اختبرت. وتبين في النهاية أن براون كان يمتلك خمس عملات معدنية، باعها في النهاية. بعد أن قضت خمسة عشر عامًا في أيدي العقيد غريب الأطوار إي إتش آر جرين، جامع العملات الشهير في منطقة فورت وورث بولاية تكساس، وزعت العملات أخيرًا في عام 1943. ومنذ ذلك الحين، كان لكل منهما عدة مالكين. اليوم، هناك اثنان منها معروضان للعامة- في مؤسسة سميثسونيان في واشنطن ومتحف الأموال التابع للجمعية الوطنية الأمريكية في كولورادو سبرينجز، في حين أن ثلاثة منها مملوكة ملكية خاصة. كان آخر بيع لعملة معدنية من فئة خمسة سنتات تحمل شعار رأس الحرية عام 1913 في أكتوبر 2022، عندما بيعت بمبلغ 4,200,000 دولار في مزاد علني.
من غير المؤكد كيف تصنع العملات المعدنية من فئة الخمسة سنتات عام 1913. لا تظهر سجلات دار سك العملة أي إنتاج لعملات النيكل ذات رأس الحرية لعام 1913، ولم يرخص بتصنيع أي منها. أُعدت القوالب مسبقًا وإرسلت إلى كاليفورنيا لعملة النيكل ذات الرأس الحرية لعام 1913-S، ولكن بناءً على أوامر من مدير دار سك العملة روبرتس في ديسمبر 1912 لإنهاء التصميم القديم، ارجعها إلى فيلادلفيا. استلمت بحلول 23 ديسمبر، ومن المؤكد تقريبًا أنها دمرت بشكل روتيني بحلول أوائل يناير. كان براون موظفًا في دار سك العملة في فيلادلفيا (على الرغم من أن هذا لم يكن معروفًا حتى عام 1963) وتركز العديد من النظريات الشكوك عليه.

### رأس الجاموس أو رأس الهندي (1913-1938)
عملة نيكل الجاموس 1913 (النوع الأول والثاني)
في عام 1904، أعرب الرئيس ثيودور روزفلت عن عدم رضاه عن الحالة الفنية للعملات الأمريكية، وأمل في تعيين النحات أوغسطس سانت جودنز ‏ لتجميلها. قبل وفاته في عام 1907، صمم سانت جودنز نسرًا جديدًا ونسرًا مزدوجًا، الذي دخل التداول في ذلك العام؛ وأُعيد تصميم سنت، ربع نسر، ونصف نسر بواسطة فنانين آخرين وطرحها للتداول بحلول عام 1909. في ذلك العام، أصدر مدير دار سك العملة فرانك ليتش تعليماته إلى باربر بصنع نماذج من العملات المعدنية الجديدة من فئة الخمسة سنتات. أغلب هذه العملات المعدنية تحمل صورة الرئيس الأول، جورج واشنطن. ومع ذلك، توقف المشروع عندما ترك ليتش منصبه في الأول من نوفمبر عام 1909، ليحل محله أبرام أندرو.

في الرابع من مايو عام 1911، كتب إيمز ماكفيج، نجل وزير الخزانة فرانكلين ماكفيج، إلى والده:
هناك مسألة صغيرة يبدو أنكم جميعًا أغفلتموها، وهي فرصة تجميل تصميم عملة النيكل أو الخمسة سنتات خلال فترة ولايتكم، ويبدو لي أنها ستكون تذكارًا دائمًا ذا طابع جذاب للغاية. وكما تعلمون على الأرجح، فهي العملة الوحيدة التي يمكنكم تغيير تصميمها خلال فترة ولايتكم، إذ أعتقد أن هناك قانونًا ينص على عدم تغيير التصميمات أكثر من مرة كل خمسة وعشرين عامًا. وأعتقد أيضًا أنها قد تكون العملة الأكثر تداولًا.
بعد وقت قصير من رسالة ماكفيج، أعلن أندرو أن دار سك العملة ستطلب تصميمات جديدة للعملة المعدنية من فئة الخمسة سنتات. توجه النحات جيمس إيرل فريزر، الذي كان مساعدًا لسانت جودنز، إلى دار سك العملة، أنتج بسرعة مفاهيم وتصاميم. كان مدير دار سك العملة جورج روبرتس، الذي عاد إلى منصبه بدلاً من أندرو، يفضل في البداية تصميمًا يضم لينكولن، ولكن سرعان ما طور فريزر تصميمًا يضم أمريكيًا أصليًا على أحد الجانبين وجاموس على الجانب الآخر. كتب السكرتير ماكفيغ، "أخبره أنه من بين الرسومات الثلاثة التي قدمها، نود استخدام رسم رأس الهندي ورسم الجاموس." في يوليو 1912، أصبحت أخبار النيكل الجديد علنية، وسعى مصنعو الآلات التي تعمل بالعملات المعدنية إلى الحصول على معلومات. كان كلارنس هوبز من شركة هوبز للتصنيع، وهي الشركة المصنعة لأجهزة كشف العملات المزيفة، يخشى ألا يُمرر النيكل الجديد بواسطة أجهزته. طالب هوبز بإجراء تغييرات مختلفة على التصميم، الأمر الذي كان الفنان مترددًا في الموافقة عليه.
استمرت شركة هوبز في تقديم الاعتراضات في عام 1913. في 3 فبراير، أرسل هوبز إلى روبرتس قائمة طويلة من التغييرات التي أراد إدخالها على العملة، وكان مطلوبًا من النحات حضور مؤتمر مع ممثلي هوبز. وفي اليوم الخامس، بعد المؤتمر الذي انتهى دون التوصل إلى اتفاق، أرسل فريزر إلى ماكفيج رسالة مكونة من عشر صفحات، يشكو فيها من إهدار وقته من قِبل شركة هوبز، ويناشد السكرتير إنهاء الوضع. وافق السكرتير ماكفيغ على عقد اجتماع في مكتبه في واشنطن في 14 فبراير. أعد باربر أنماط تظهر كيف سيبدو شكل العملة المعدنية المكونة من خمسة سنتات عند إجراء التغييرات التي طالب بها هوبز. أجرى ماكفيغ الاجتماع على غرار جلسة استماع قانونية، وأصدر خطابًا في اليوم التالي. وأشار السكرتير إلى أنه لم تتقدم أي شركة أخرى بشكوى، وأن آلية هوبز لم تباع على نطاق واسع، وأن التغييرات المطلوبة- مساحة واضحة حول الحافة وتسطيح عظم الخد للأمريكيين الأصليين- من شأنها أن تؤثر على القيمة الفنية للقطعة. واختتم ماكفيج حديثه قائلاً: "لذا، يُرجى المضي قدمًا في سك العملة الجديدة."
طرحت العملات المعدنية رسميًا للتداول في 4 مارس 1913، وسرعان ما نالت تعليقات إيجابية لتصويرها موضوعات أمريكية حقيقية. ومع ذلك، ذكرت صحيفة نيويورك تايمز في افتتاحيتها أن "العملة الجديدة 'النيكل' هي مثال صارخ على ما لا ينبغي أن تكون عليه العملة المخصصة للتداول على نطاق واسع".... [إنها] ليست ممتعة للنظر عندما تكون جديدة ولامعة، وستكون رجسًا عندما تكون قديمة وباهتة." أعطى عالم العملات ‏، في افتتاحيات مارس ومايو 1913، العملة الجديدة مراجعة فاترة، واقترح تقليص حجم رأس الأمريكي الأصلي وإزالة الجاموس من الوجه الخلفي.
ثبت أن قوالب التصميم الجديد تنكسر بسرعة. قدم باربر بعض التعديلات المقترحة، والتي وافق عليها فريزر بعد إرسال العينات إليه. أدت هذه التغييرات إلى توسيع نقش "خمسة سنتات" وتغيير الأرض التي يقف عليها الجاموس من تلة إلى أرض مسطحة. وفقًا للبيانات التي جمعها مؤرخ العملات ديفيد لانج من الأرشيف الوطني، فإن التغييرات التي طرأت على ما يُعرف بالعملات النيكل من النوع الثاني (مع العملات الأصلية من النوع الأول) أدت في الواقع إلى تقليل عمر القالب. كانت المشكلة التي لم تعالج هي تعرض التاريخ للتآكل؛ حيث إن العديد من عملات النيكل الجاموس اليوم تحمل تاريخًا متآكلًا.
في يناير 1938، أعلنت دار سك العملة عن مسابقة مفتوحة لتصميم عملة جديدة من فئة النيكل، بحيث تظهر صورة الرئيس توماس جيفرسون على الوجه الأمامي، ومنزل جيفرسون، مونتيسيلو، على الوجه الخلفي. سكت آخر عملات النيكل من فئة خمسة سنتات الجاموس في أبريل 1938 في دار سك العملة في دنفر، وهي الدار الوحيدة التي سكتها في ذلك العام.

### التصميم والاسم

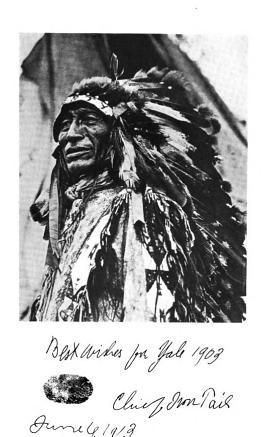
رئيس آيرون تيل ، حوالي عام 1912

لم يتعرف على هوية نماذج الأمريكيين الأصليين على الوجه الأمامي والجاموس على الوجه الخلفي على وجه اليقين. أكد فريزر أن الأمريكيين الأصليين كانوا نوعًا، وليسوا فردًا محددًا، وحدد العديد من الأمريكيين الأصليين كنماذج، وليس دائمًا بشكل متسق، بما في ذلك Iron Tail (أوغلالا لاكوتا ‏)، Two Moons (شايان الشمالية)، وBig Tree شعب كيوا). كان هناك مطالبون آخرون، وكان أبرزهم جون بيج تري، وهو من جماعة سينيكا، والذي ظهر علنًا مرات عديدة باعتباره "الهندي النيكل" حتى وفاته في عام 1967. روى فريزر أن الحيوان الموجود على الوجه الآخر كان البيسون الأمريكي، بلاك دايموند ‏، والذي ذكر أنه يعيش في حديقة حيوان برونكس، كما وصف النموذج ببساطة بأنه بيسون في حديقة حيوان برونكس. ولكن بلاك دايموند لم يذهب إلى حديقة حيوان برونكس مطلقًا، بل عاش بدلاً من ذلك في حديقة حيوان سنترال بارك ‏ (تقع كلتا المنشأتين في مدينة نيويورك) حتى بيع الحيوان وذبحه في عام 1915. يختلف وضع القرون على الرأس المثبت الموجود حتى الآن لـ Black Diamond عن وضع البيسون على النيكل.
منذ إنشائها، كان يُشار إلى العملة المعدنية باسم "نيكل الجاموس"، وهو الاسم الشائع للبيسون. تُطلق مجلة Coin World، وهي مطبوعة متخصصة في علم العملات النقدية، على هذه العملة اسم "رأس هندي" (Indian Head or Buffalo)، في حين يُطلق عليها كتاب RS Yeoman الأحمر اسم "رأس هندي أو جاموس".

### نيكل جيفرسون (1938 حتى الآن)
الوجه الأمامي لعملة النيكل جيفرسون كما ضربت من عام 1938 إلى عام 2004. العملات المعدنية من ما قبل عام 1966 تفتقر إلى الأحرف الأولى من اسم المصمم.
يظهر على ظهر العملة المعدنية من فئة النيكل جيفرسون، كما ضربت من عام 1938 إلى عام 2003، مدينة مونتيسيلو، موطن جيفرسون.
عندما سكت عملة النيكل الجاموس لمدة 25 عامًا وكان من الممكن استبدالها دون الحاجة إلى قانون من الكونغرس، تحركت دار السك بسرعة لاستبدالها. على الرغم من أن تصميم فريزر يحظى بشعبية كبيرة اليوم بين علماء العملات، إلا أنه لم يحظ بهذه المكانة في عام 1938، ولم تكن هناك صرخة عامة ضد القرار. في يناير 1938، أعلنت دار سك العملة عن مسابقة مفتوحة لتصميم النيكل الجديد، حيث سيحصل الفائز على جائزة قدرها 1000 دولار. توقعًا للذكرى المئوية الثانية لميلاد جيفرسون عام 1943، كان من المقرر أن يضع المتسابقون صورته على الوجه الأمامي، وتصوير منزله مونتيسيلو على الوجه الخلفي.
في 24 أبريل، تم اعلن عن فيليكس شلاج ‏ باعتباره الفائز. كان تصميمه يتضمن تصوير جيفرسون الذي ظل مستخدمًا على العملة المعدنية حتى عام 2004، وهو مطابق تمامًا لتمثال الرئيس السابق الذي صممه النحات جان أنطوان هودون ‏، الذي يمكن العثور عليه في متحف الفنون الجميلة في بوسطن. ومع ذلك، يختلف النموذج عن العملة المعدنية من فئة النيكل التي سكت للتداول لأنه كان يحمل صورة لمونتيسيلو من زاوية، أسلوب الكتابة فيه لا يعجب المسؤولين؛ وكان مطلوبًا من شلاج تغيير كليهما. إما بسبب سوء فهم أو سهو، لم يدرج شلاج الأحرف الأولى من اسمه في التصميم؛ ولم تُضاف حتى عام 1966. بدأ الإنتاج في 3 أكتوبر 1938، وطرحت للتداول في 15 نوفمبر. وفقًا للروايات المعاصرة، خزنت عملة النيكل جيفرسون في البداية، ولم تُرى بشكل شائع في التداول إلا في عام 1940.
مع دخول الولايات المتحدة في الحرب العالمية الثانية، أصبح النيكل مادة حربية أساسية، سعى دار سك العملة إلى تقليل استخدام هذا المعدن. في 27 مارس 1942، أذن الكونغرس بإصدار عملة معدنية من فئة النيكل بنسبة 50%. النحاس و 50٪ الفضة، ولكنها أعطت دار السك السلطة لتغيير النسب، أو إضافة معادن أخرى، لصالح المصلحة العامة. كان الاهتمام الأكبر للدار هو العثور على سبيكة لا تستخدم النيكل، ولكنها لا تزال ترضي أجهزة الكشف عن العملات المزيفة في آلات البيع. سبيكة من 56% النحاس، 35% الفضة، و 9% ثبت أن المنجنيز مناسب، وبدأ سك هذا السبائك على شكل عملات النيكل اعتبارًا من أكتوبر 1942. على أمل تسهيل فرزها وسحبها بعد الحرب، ضربت دار سك العملة جميع "عملات النيكل الحربية" مع وضع علامة دار سك العملة الكبيرة فوق مونيسيلو. كانت علامة دار السك P لفيلادلفيا هي المرة الأولى التي تظهر فيها علامة دار السك على عملة أمريكية. عادت التركيبة التي كانت موجودة قبل الحرب في عام 1946؛ وكانت جميع العملات النيكل التي ضربت منذ ذلك الحين مكونة من 75% نحاس و25% نيكل.
في عام 1966، اجرى تغيير صغير على التصميم لإضافة الأحرف الأولى من اسم المصمم (FS) على الوجه الأمامي، أسفل صورة جيفرسون. واحتفالاً بهذا التغيير، سكت عملتين نقديتين من فئة خمسة سنتات من عام 1966 تحملان الأحرف الأولى من الاسم، وتقديمهما له. إن العملات المعدنية التي سُكت في أي دار سك بين عامي 1965 و1967 تفتقر إلى علامات السك، والتي حُذفت عندما استبدلت الدار العملات الفضية المتداولة بعملات نحاسية ونيكل. ابتداءً من عام 1968، استخدم علامات دار السك مرة أخرى، ونقل النيكل إلى الجزء السفلي من الوجه، إلى يمين تمثال جيفرسون النصفي. منذ عام 1971، لم تُسك أي عملة من فئة الخمسة سنتات للتداول في سان فرانسيسكو- كانت عملة 1971-S هي أول عملة من فئة الخمسة سنتات تُسك بالإثبات فقط منذ عام 1878.

### احتفالات رحلة غربًا (2004-2005)

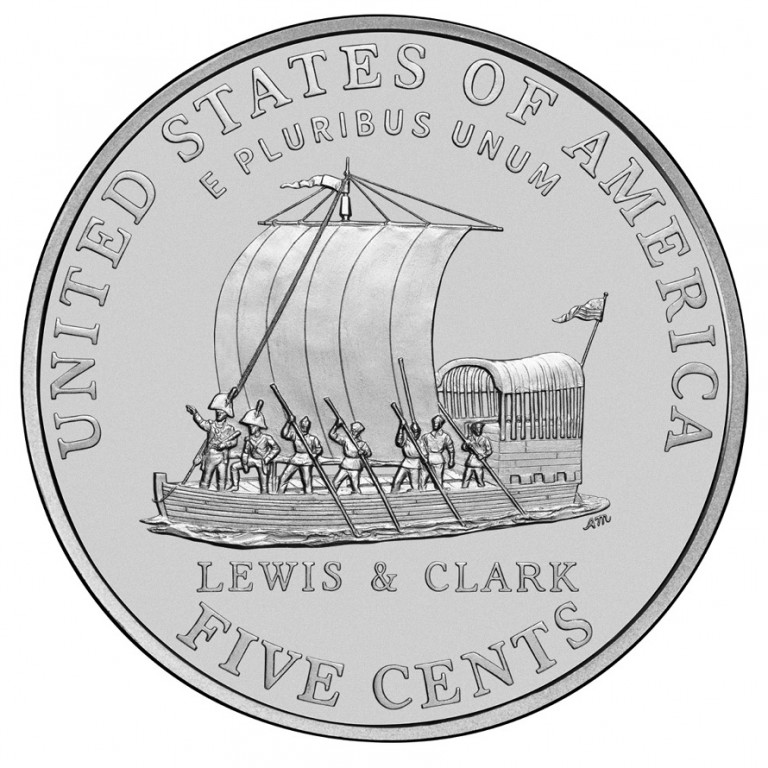

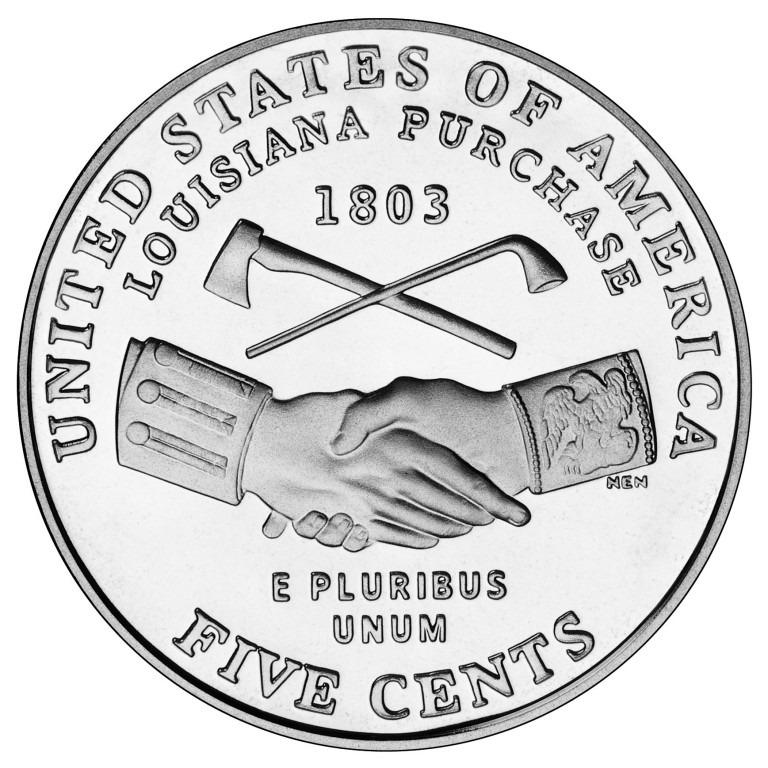

أصدرت دار سك العملة عملات تذكارية متداولة بمناسبة الذكرى المئوية الثانية للولايات المتحدة، حيث أعطت العملات المعدنية من فئة الربع دولار، نصف الدولار، والدولارات التي سُكت في عامي 1975 و1976 تاريخًا مزدوجًا، "1776-1976". بعد أن أصدرت كندا سلسلة ناجحة من العملات المعدنية ربع دولار في عام 1992 تكريمًا لمقاطعاتها وأقاليمها، حصلت دار سك العملة على إذن من الكونغرس لإصدار سلسلة من العملات المعدنية ربع دولار في الولايات المتحدة تكريمًا للولايات الأمريكية؛ بدأ إصدارها في عام 1999. في عام 2002، بدأت دار سك العملة في النظر في إعادة تصميم العملة المعدنية من فئة النيكل تكريماً للذكرى المئوية الثانية لبعثة لويس وكلارك. لم يرغب النائب إريك كانتور (جمهوري من ولاية فرجينيا) في رؤية مونيسيلو (الموجودة في ولايته الأصلية) تنتقل بشكل دائم من منطقة النيكل. ووقع "قانون استمرارية تصميم العملة الأمريكية فئة 5 سنتات لعام 2003" من قِبل الرئيس جورج دبليو بوش في 23 أبريل 2003. وبموجب شروطه، كان وزير الخزانة قادرًا على تغيير تصميمات النيكل تكريمًا للذكرى المئوية الثانية للحملة وشراء لويزيانا، ولكن النيكل كان من المقرر أن يظهر مرة أخرى جيفرسون ومونتايسيلو بدءًا من عام 2006. إذا لم يتخذ الكونغرس إجراءً مرة أخرى، فإن كل عملة معدنية بقيمة خمسة سنتات في المستقبل سوف تحمل صورة جيفرسون ومونتيسيلو.

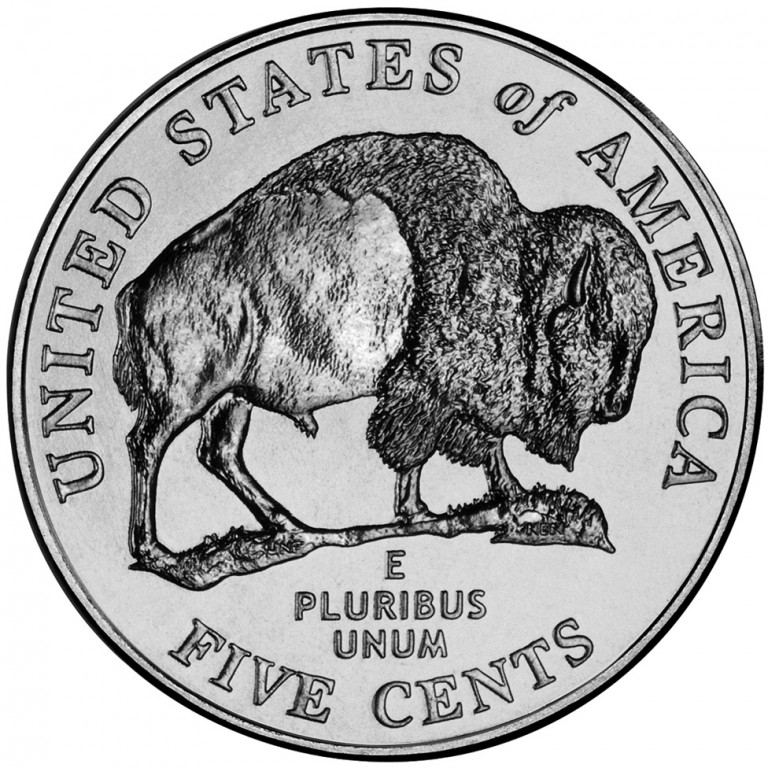

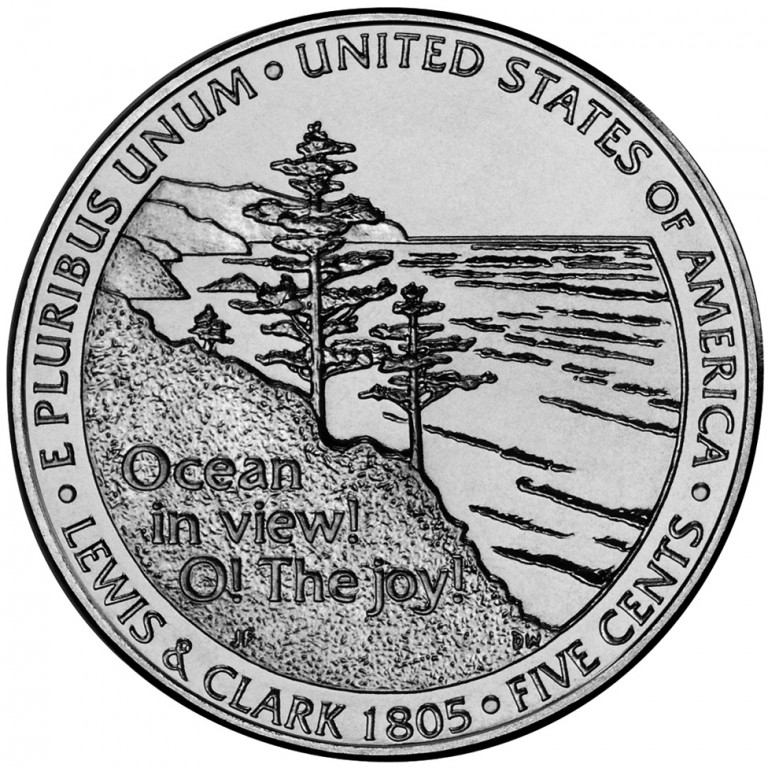

استخدمت دار سك العملة وجه شلاج في عام 2004، مع تصميمين جديدين للوجه الخلفي. كان تصميم النحات والنقاش نورمان إي. نيميث المقتبس من ميدالية السلام الهندية التي سُكت لجيفرسون أول تصميم جديد، تبعه تصوير للنحات والنقاش آل ماليتسكي لقارب ذي عارضة مثل الذي استخدمته البعثة. سك الوجه الأمامي للعملة في عام 2005 خلال ذلك العام فقط، بتصميم للنحات جو فيتزجيرالد يعتمد على تمثال جيفرسون النصفي الذي صممه هودون. يتبع نقش "الحرية" الموجودة على الوجه الأمامي من خط يد جيفرسون عند صياغة إعلان الاستقلال؛ نظرًا لأن الكلمة لم تُكتب بحرف كبير في تلك الوثيقة، استعار فيتزجيرالد حرف L كبير من كتابات جيفرسون الأخرى. كان الوجه الخلفي للعملة المعدنية للنصف الأول من العام يصور البيسون الأمريكي، وهو ما يذكرنا بعملة النيكل الجاموس، صممه جيمي فرانكي. أظهر النصف الثاني من العملة خطًا ساحليًا وكلمات "المحيط في الأفق! يا للفرح!"، من مدونة كتبها ويليام كلارك، القائد المشارك للبعثة. في الواقع، كتب كلارك الكلمة على أنها "ocian"، لكن دار سك العملة حدثت التهجئة.
استخدم تصميم آخر لفرانكي، منذ عام 2006، للوجه الأمامي، يصور منظر جيفرسون من الأمام (بدلاً من المظهر الجانبي) استنادًا إلى دراسة أجراها رامبرانت بيل عام 1800، ويتضمن كلمة "حرية" بخط جيفرسون. وفقًا لما ذكره ديفيد ليبريك، القائم بأعمال مدير دار سك العملة، فإن "صورة جيفرسون المتجه للأمام تُعدّ تكريمًا مناسبًا لرؤيته". أما الوجه الخلفي للعملة، والذي بدأ في عام 2006، كان تصميم شلاج لمونتيسيلو، ولكن شُحذ حديثًا بواسطة نحاتي دار سك العملة. نظرًا لأن تصميم شلاج على الوجه الأمامي، والذي وُضعت عليه الأحرف الأولى من اسمه في عام 1966، لم يعد مستخدمًا، وُضعت الأحرف الأولى من اسمه على الوجه الخلفي إلى يمين مونتيسيلو.

### زيادة في قيم المعادن
في العقد الأول من القرن الحادي والعشرين، ارتفعت أسعار السلع الأساسية من النحاس والنيكل، والتي تشكل العملة المعدنية فئة الخمسة سنتات، بشكل كبير، مما دفع تكلفة تصنيع النيكل من 3.46 سنتًا في السنة المالية 2003 إلى 10.09 سنتًا في السنة المالية 2012.  بالمقارنة، فإن تكلفة إنتاج النيكل الكندي (المصنوع في المقام الأول من الفولاذ) لا تزال أقل من قيمته الاسمية اعتبارًا من عام 2019. ردًا على ذلك، طلبت مديرة دار سك العملة هنريتا فور في عام 2004 من الكونغرس تمويل الأبحاث المتعلقة بالبدائل الأقل تكلفة للمعادن المستخدمة في سك العملة الحالية. على الرغم من انتهاء المبادرة عندما تركت منصبها في عام 2005، إلا أن الكونغرس أقر في عام 2010 قانون تحديث العملات المعدنية، الإشراف عليها، واستمراريتها (CMOCA)، موجهًا دار سك العملة لاستكشاف بدائل للتركيبات الحالية للفئات الست، من السنت إلى الدولار. في عام 2011، منحت دار سك العملة عقدًا لدراسة هذه القضية لشركة Concurrent Technologies Corporation في جونستاون، بنسلفانيا. جاء في التقرير الذي جاء ردا على التشريع أنه لا توجد مادة من شأنها أن تخفض تكلفة تصنيع العملة المعدنية بقيمة سنت واحد إلى أقل من سنت واحد، لذا استبعدت من الاعتبار. طلب التقرير مزيدًا من الوقت لدراسة القضية، وضمان استمرار استخدام المعادن النقدية الحالية في الوقت الحاضر. توقعت دار سك العملة أن يرتفع الطلب على النيكل في التجارة من 840 مليون دولار مطلوبة في السنة المالية 2011 إلى 1.08 مليار في عام 2015.
في الوقت نفسه، وفي محاولة لتجنب خسارة كميات كبيرة من العملات المعدنية من فئة النيكل المتداولة بسبب الصهر، قدمت دار سك العملة في الولايات المتحدة قواعد مؤقتة جديدة في 14 ديسمبر/كانون الأول 2006، التي تجرم صهر وتصدير العملات المعدنية من فئة البنس (التي بلغت تكلفة إنتاجها 1.83 سنتاً اعتباراً من عام 2013) والعملات المعدنية من فئة النيكل. يمكن معاقبة المخالفين لهذه القواعد بغرامة تصل إلى 10 آلاف دولار، أو بالسجن لمدة خمس سنوات، أو كليهما. الانتهاء من القواعد في 17 أبريل 2007. كانت القيمة المصهورة للنيكل لفترة من الزمن أكثر من خمسة سنتات، بما في ذلك الاقتراب من أكثر من مرة ونصف قيمتها الاسمية في مايو/أيار 2007. ومنذ ذلك الحين، استقر العرض والطلب على المعادن المكونة للعملة. انخفضت قيمة النيكل المنصهر إلى ما دون قيمته الاسمية من أواخر عام 2008 حتى منتصف عام 2010، هبطت مرة أخرى مؤخرًا من أواخر منتصف عام 2012. في فبراير 2014، أفيد أن دار سك العملة كانت تجري تجارب لاستخدام الزنك المطلي بالنحاس (نفس التركيب المستخدم في عملة الولايات المتحدة بقيمة 1 سنت) للنيكل.
في ديسمبر 2014، أصدرت دار سك العملة تقريرها الثنائي المقبل ردًا على لجنة CMOCA. وأعلنت الدار في رسالتها أن منتجات الزنك المطلية لم تصمد أمام اختبارات البخار/التآكل، ورفضها للعملات الأمريكية الأخرى باستثناء البنس. كانت المواد التي تعتبر "ممكنة" لعملة الخمسة سنتات هي الفولاذ المطلي بالنيكل، الفولاذ المطلي متعدد الطبقات، وربما سبيكة أخرى من النحاس/النيكل، هذه المرة بنسبة ~77% نحاس، ~20% نيكل، و~3% منغنيز. أوصى بإجراء المزيد من الاختبارات لاستكشاف السبائك الأقل تكلفة والتي لن تتطلب إجراء تغييرات على آلات البيع (كما تتطلب المواد القائمة على الفولاذ). في فبراير 2023، تجاوزت القيمة الذائبة لعملة النيكل 135٪ من قيمتها الاسمية.

### مقترحات الإلغاء
بسبب قيمتها المنخفضة، صعوبة حملها، عدّها، وحقيقة أن تكلفة صنعها أعلى من قيمتها الحقيقية، اقترح العديد من الشخصيات العامة إلغاء النيكل مع البنس